# Villars-Fontaine
Villars-Fontaine este o comună în departamentul Côte-d'Or, Franța. În 2009 avea o populație de 126 de locuitori.

## Evoluția populației
| An        | 1975 | 1982 | 1990 | 1999 | 2006 | 2009 |
| --------- | ---- | ---- | ---- | ---- | ---- | ---- |
| Populație | 98   | 112  | 117  | 110  | 134  | 126  |